# Calle de Alfonso XII
La calle de Alfonso XII es una calle de Madrid (España) ubicada entre la plaza de la Independencia y el paseo de la Infanta Isabel. Es la calle que delimita, mediante una verja, con el Retiro permitiendo el acceso por cuatro entradas: la puerta del Ángel Caído, la de Murillo, la de Felipe IV y la de España. Cercano al paseo da entrada a la cuesta de Moyano.

## Historia

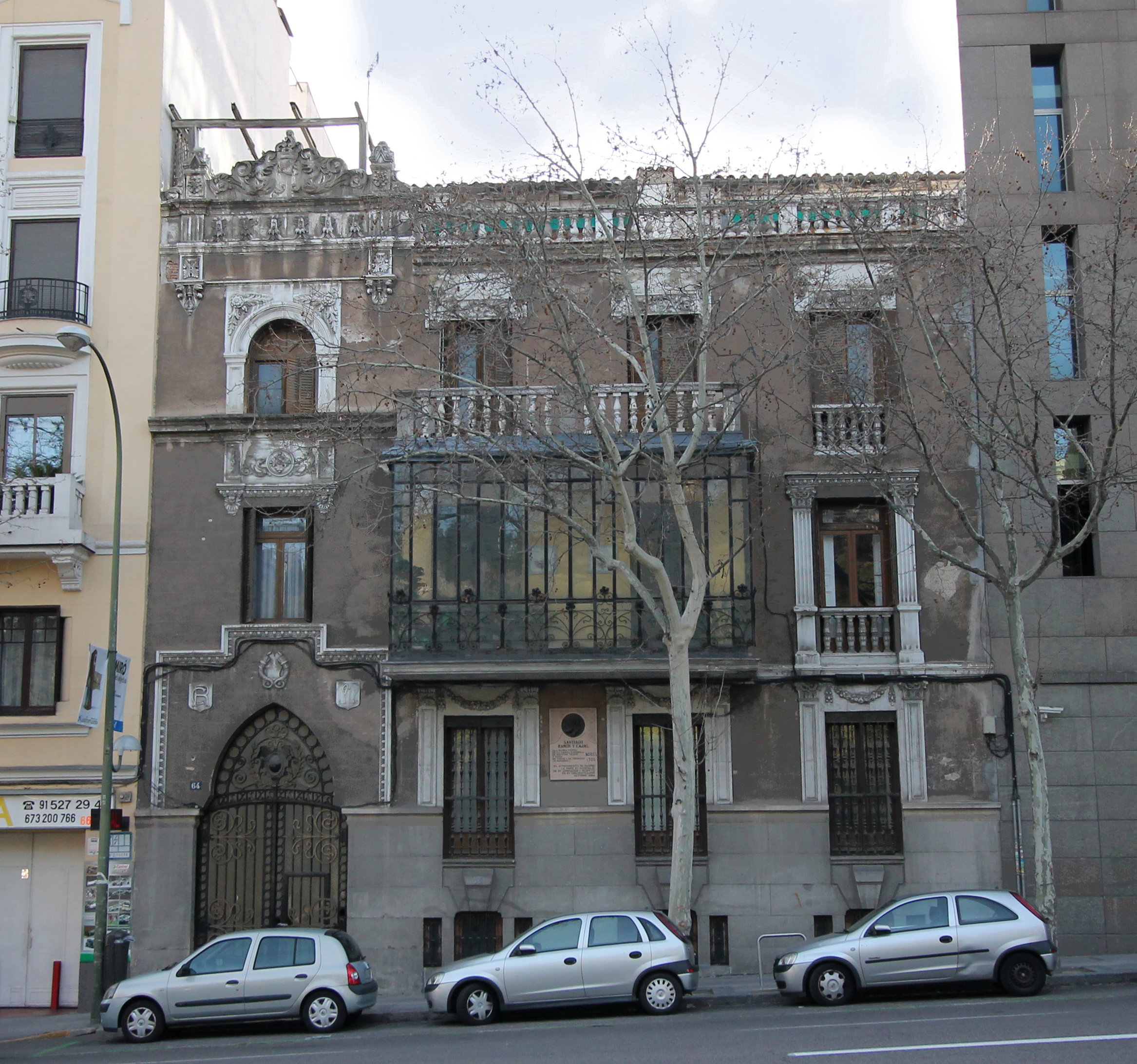
Palacete de Santiago Ramón y Cajal, en el n.º 64.

Cuando en el año 1869 se explanó la calle, en terrenos del Retiro recibió el nombre de Granada. Entre 1905 y 1918 se configuró urbanísticamente el barrio de los Jerónimos, limitado al norte por la calle de Alfonso XII y al sur por el paseo del Prado. El Real Observatorio de Madrid se construye en 1845 en el antiguo cerrillo de San Blas. En el año 1878 la calle se pasó a denominar del rey Alfonso XII (1857-1885). En 1931 se denominó Alcalá Zamora, en recuerdo del abogado y político Niceto Alcalá Zamora (1877-1949), presidente de la Segunda República. En 1936 se llamó Reforma Agraria y en 1941, ya tras la posguerra, recupera el nombre de Alfonso XII. El restaurante Horcher es inaugurado por el alemán Otto Horcher en el año 1943 en el número 6 de la calle. En el número 68 de la calle, se encuentra el Museo Nacional de Antropología, cuyo promotor fue el médico segoviano Pedro González Velasco. Entre 1905 y 1918 se configuró urbanísticamente el barrio de los Jerónimos, limitado al norte por la calle de Alfonso XII y al sur por el paseo del Prado.

## Vecinos ilustres
- José María Otero de Navascués,científico y marino, residió en el 32 de la calle[3]
- José Ortega y Gasset vivió en el número dos de la calle.
- Julio Caro Baroja, etnólogo y antropólogo, residió en el número 50[4]
- Mónica García Gómez Médico anestesista y diputada autonómica[5]
- Pedro González Velasco Médico, coleccionista y antropólogo segoviano[2]
- Pio Baroja
- Santiago Casares Quiroga, último presidente de la II República[6]
- Santiago Ramón y Cajal.  Médico y científico. Premio Nobel de medicina 1906. Alfonso XII 64
- Juan de la Cierva Peñafiel. Político, Ministro. Alfonso XII 30[7]
- Juan de la Cierva Codorniú. Ingeniero. Inventor del Autogiro. Alfonso XII 30[7]
- Sergio García Reyes, médico psiquiatra y diputado del PCE[5]